# Відлюдник та Шестипалий
«Відлюдник і шестипалий» (рос. Затворник и шестипалый) — сатирична притча російського письменника Віктора Пелевіна; вперше опублікована в журналі  «Химия и жизнь» № 3 1990 року.

## Сюжет
Головні герої повісті — два курчати-бройлера по імені Відлюдник і Шестипалий, яких вирощують на забій на комбінаті (птахофабриці) імені Луначарського. Як з'ясовується з оповідання, співтовариство курчат має досить складну ієрархічну структуру в залежності від близькості до годівниці.
Зав'язка сюжету повісті — вигнання Шестипалого з соціуму. Будучи відірваним від суспільства і годівниці, Шестипалий стикається з Відлюдником, курчам-філософом і натуралістом, мандрівним між різними соціумами всередині комбінату. Завдяки неабиякому інтелекту, він самостійно зміг освоїти мову «богів» (тобто російську мову), навчився визначати час по годинах і зрозумів, що курчата вилуплюються з яєць, хоча сам цього не бачив.
Шестипалий стає учнем і сподвижником Відлюдника. Разом вони подорожують від світу до світу, накопичуючи і узагальнюючи знання і досвід. Вища мета Відлюдника - це осмислення якогось загадкового явища під назвою «політ», йому відомо, що для цього потрібні сильні крила, але що це дасть і як цього досягнути він не знає. Він вірить: освоївши політ, він зможе вирватися за межі всесвіту комбінату. Наприкінці твору Шестипалому вдається злетіти і вони разом з відлюдником вилітають у відчинене вікно.
Це перша повість Віктора Пелевіна. Вона має багато сатиричних алюзій на християнські сюжети. Наприклад, курчатам відомо, що після смерті їх чекає «страшний суп», а в одному із світів Шестипалий проповідує як можна уникнути смерті сидячі на горі соломи.